# Rosenborg Ballklub 2015
Questa voce raccoglie le informazioni riguardanti il Rosenborg Ballklub nelle competizioni ufficiali della stagione 2015.

## Stagione
Il 22 giugno 2015, l'UEFA ha effettuato il sorteggio del primo turno di qualificazione all'Europa League 2015-2016, al quale il Rosenborg avrebbe preso parte: la formazione norvegese avrebbe affrontato i faroesi del Víkingur Gøta. Grazie ad un successo complessivo per 2-0, il Rosenborg si è qualificato per il secondo turno di qualificazione, in cui avrebbe affrontato il KR Reykjavík.
Il 25 ottobre 2015, con due partite d'anticipo sulla fine del campionato, il Rosenborg si è laureato campione per la 23ª volta nella sua storia. Il 22 novembre 2015, con la vittoria per 2-0 sul Sarpsborg 08, il Rosenborg ha conquistato la vittoria finale nel Norgesmesterskapet 2015, conquistando così il double.
Il calciatore maggiormente utilizzato in stagione è stato Jonas Svensson, a quota 50 presenze tra campionato e coppe. Alexander Søderlund è stato invece il miglior marcatore con 30 reti tra tutte le competizioni. In virtù dei 22 gol siglati in campionato, inoltre, si è laureato capocannoniere dell'Eliteserien.

## Maglie e sponsor
Lo sponsor tecnico per la stagione 2015 è stato Adidas, mentre lo sponsor ufficiale è stato REMA 1000. La divisa casalinga era composta da una maglietta bianca con inserti nero e oro, pantaloncini neri e calzettoni bianchi. Quella da trasferta era invece composta da una maglietta nera con inserti bianchi e oro, pantaloncini bianchi e calzettoni neri.
| Casa | Trasferta |

## Rosa
| N. |                       | Ruolo | Calciatore            |
| -- | --------------------- | ----- | --------------------- |
| 1  | Norvegia (bandiera)   | P     | André Hansen          |
| 3  | Svezia (bandiera)     | D     | Mikael Dorsin         |
| 4  | Norvegia (bandiera)   | D     | Tore Reginiussen      |
| 5  | Islanda (bandiera)    | D     | Hólmar Örn Eyjólfsson |
| 7  | Danimarca (bandiera)  | C     | Mike Jensen           |
| 8  | Norvegia (bandiera)   | C     | Morten Gamst Pedersen |
| 9  | Finlandia (bandiera)  | A     | Riku Riski            |
| 10 | Islanda (bandiera)    | A     | Matthías Vilhjálmsson |
| 10 | Slovacchia (bandiera) | A     | Tomáš Malec           |
| 11 | Danimarca (bandiera)  | A     | Tobias Mikkelsen      |
| 12 | Norvegia (bandiera)   | P     | Alexander Lund Hansen |
| 14 | Norvegia (bandiera)   | D     | Johan Lædre Bjørdal   |
| 15 | Norvegia (bandiera)   | A     | Alexander Søderlund   |
| 16 | Norvegia (bandiera)   | D     | Jørgen Skjelvik       |
| 17 | Danimarca (bandiera)  | A     | Emil Nielsen          |
| 18 | Norvegia (bandiera)   | C     | Magnus Stamnestrø     |

| N. |                     | Ruolo | Calciatore          |
| -- | ------------------- | ----- | ------------------- |
| 18 | Scozia (bandiera)   | C     | Liam Henderson      |
| 19 | Norvegia (bandiera) | A     | Yann-Erik de Lanlay |
| 20 | Norvegia (bandiera) | C     | Ole Kristian Selnæs |
| 21 | Norvegia (bandiera) | C     | Fredrik Midtsjø     |
| 22 | Norvegia (bandiera) | D     | Jonas Svensson      |
| 23 | Norvegia (bandiera) | A     | Pål André Helland   |
| 24 | Norvegia (bandiera) | C     | Anders Konradsen    |
| 24 | Norvegia (bandiera) | D     | Stefan Strandberg   |
| 32 | Norvegia (bandiera) | C     | John Hou Sæter      |
| 33 | Norvegia (bandiera) | P     | Julian Faye Lund    |
| 33 | Norvegia (bandiera) | P     | Jacob Storevik      |
| 34 | Norvegia (bandiera) | C     | Sivert Solli        |
| 35 | Norvegia (bandiera) | D     | Erlend Dahl Reitan  |
| 36 | Norvegia (bandiera) | A     | Andreas Helmersen   |
| 38 | Norvegia (bandiera) | D     | Per Magnus Steiring |
| 41 | Norvegia (bandiera) | P     | Daniel Hagen        |

## Calciomercato

### Sessione invernale(dal 01/01 al 31/03)
| Arrivi           | Arrivi          | Arrivi      | Arrivi        |
| R.               | Nome            | da          | Modalità      |
| ---------------- | --------------- | ----------- | ------------- |
| P                | André Hansen    | Rosenborg   | definitivo    |
| C                | Liam Henderson  | Celtic      | prestito      |
| C                | Fredrik Midtsjø | Sandnes Ulf | prestito      |
| A                | Emil Nielsen    | Roskilde    | definitivo    |
| Altre operazioni |                 |             |               |
| R.               | Nome            | da          | Modalità      |
| D                | Brede Moe       | Bodø/Glimt  | fine prestito |
| C                | Daniel Berntsen | Bodø/Glimt  | fine prestito |

| Partenze | Partenze           | Partenze   | Partenze   |
| R.       | Nome               | a          | Modalità   |
| -------- | ------------------ | ---------- | ---------- |
| P        | Daniel Örlund      |            | svincolato |
| P        | Lars Stubhaug      |            | svincolato |
| D        | Brede Moe          | Bodø/Glimt | definitivo |
| D        | Per Verner Rønning | Levanger   | prestito   |
| C        | Daniel Berntsen    | Djurgården | definitivo |
| C        | Bent Sørmo         | Levanger   | prestito   |
| A        | Alexander Sørloth  | Bodø/Glimt | prestito   |

### Tra le due sessioni
| Arrivi | Arrivi | Arrivi | Arrivi   |
| R.     | Nome   | da     | Modalità |
| ------ | ------ | ------ | -------- |

| Partenze | Partenze       | Partenze | Partenze      |
| R.       | Nome           | a        | Modalità      |
| -------- | -------------- | -------- | ------------- |
| C        | Liam Henderson | Celtic   | fine prestito |

### Sessione estiva(dal 22/07 al 18/08)
| Arrivi | Arrivi                | Arrivi          | Arrivi     |
| R.     | Nome                  | da              | Modalità   |
| ------ | --------------------- | --------------- | ---------- |
| D      | Johan Lædre Bjørdal   | Aarhus          | definitivo |
| C      | Anders Konradsen      | Rennes          | definitivo |
| C      | Magnus Stamnestrø     | Kristiansund BK | definitivo |
| A      | Yann-Erik de Lanlay   | Viking          | definitivo |
| A      | Matthías Vilhjálmsson | Start           | definitivo |

| Partenze | Partenze          | Partenze     | Partenze      |
| R.       | Nome              | a            | Modalità      |
| -------- | ----------------- | ------------ | ------------- |
| P        | Jacob Storevik    | Levanger     | definitivo    |
| D        | Stefan Strandberg |              | svincolato    |
| A        | Tomáš Malec       | AS Trenčín   | fine prestito |
| A        | Riku Riski        | IFK Göteborg | prestito      |

### Dopo la sessione estiva
| Arrivi | Arrivi | Arrivi | Arrivi   |
| R.     | Nome   | da     | Modalità |
| ------ | ------ | ------ | -------- |

| Partenze | Partenze     | Partenze | Partenze |
| R.       | Nome         | a        | Modalità |
| -------- | ------------ | -------- | -------- |
| A        | Emil Nielsen | Aarhus   | prestito |

## Risultati

### Eliteserien

#### Girone di andata
| Arbitro: | Moen (Haugesund) |

|                                              |           |  |
| Helland 1’, 15’ Søderlund 42’, 71’ Malec 85’ | Marcatori |  |

| Arbitro: | Skjerven (Kaupanger) |

|  |           |                                                                     |
|  | Marcatori | 19’, 59’ Søderlund 28’ Mikkelsen 33’ Midtsjø 81’ Malec 86’ Skjelvik |

| Arbitro: | Johnsen (Tønsberg) |

|              |           |            |
| Mikkelsen 6’ | Marcatori | 78’ Kovács |

| Arbitro: | Hagen (Grue) |

|               |           |                                                |
| Abdullahi 77’ | Marcatori | 32’ Søderlund 48’ Mikkelsen 82’, 86’ Henderson |

| Arbitro: | Edvartsen (Hamar) |

|                                  |           |                      |
| Søderlund 57’, 74’ Henderson 86’ | Marcatori | 4’ Børufsen 90’ Ajer |

| Arbitro: | Moen (Haugesund) |

|             |           |                              |
| Bentley 27’ | Marcatori | 10’ Helland 82’ (rig.) Riski |

| Arbitro: | Hansen (Feda) |

|                                |           |  |
| Søderlund 13’, 20’ Helland 35’ | Marcatori |  |

| Arbitro: | Døvle (Larvik) |

|                               |           |                           |
| Hansen 36’ Bernstein 43’, 90’ | Marcatori | 21’ Helland 22’ Mikkelsen |

| Arbitro: | Hagen (Grue) |

|                                                        |           |            |
| Søderlund 3’ Mikkelsen 35’, 60’ Midtsjø 68’ Dorsin 90’ | Marcatori | 14’ Mjelde |

| Arbitro: | Moen (Haugesund) |

|                               |           |                                |
| Diomandé 6’ Dorsin 16’ (aut.) | Marcatori | 40’ Helland 41’, 62’ Søderlund |

| Arbitro: | Hobber Nilsen (Oslo) |

|            |           |              |
| Jensen 48’ | Marcatori | 56’ Andersen |

| Arbitro: | Hagen (Grue) |

|           |           |                  |
| Brown 66’ | Marcatori | 50’, 54’ Helland |

| Arbitro: | Edvartsen (Hamar) |

|  |           |                        |
|  | Marcatori | 40’ Helland 66’ Jensen |

| Arbitro: | Hansen (Feda) |

|               |           |                   |
| Søderlund 32’ | Marcatori | 34’ (aut.) Hansen |

| Arbitro: | Edvartsen (Hamar) |

|          |           |  |
| Olsen 2’ | Marcatori |  |

#### Girone di ritorno
| Arbitro: | Hobber Nilsen (Oslo) |

|                                      |           |  |
| Selnæs 41’ Helland 50’ Søderlund 71’ | Marcatori |  |

| Arbitro: | Johansen (Brevik) |

|               |           |                            |
| Kirkevold 62’ | Marcatori | 5’ Mikkelsen 10’ Søderlund |

| Arbitro: | Døvle (Larvik) |

|                                       |           |                            |
| Midtsjø 51’ Helland 59’ Søderlund 84’ | Marcatori | 44’ Mortensen 65’ Ernemann |

| Arbitro: | Edvartsen (Hamar) |

|  |           |                                                                     |
|  | Marcatori | 39’ Helland 44’, 74’ Lædre Bjørdal 78’ (rig.), 82’ (rig.) Søderlund |

| Arbitro: | Hansen (Feda) |

|                              |           |  |
| Søderlund 54’ Eyjólfsson 76’ | Marcatori |  |

| Arbitro: | Hagen (Grue) |

|                  |           |  |
| Vilhjálmsson 62’ | Marcatori |  |

| Arbitro: | Lundby (Bøverbru) |

|             |           |               |
| Andersen 3’ | Marcatori | 45’ Søderlund |

| Arbitro: | Edvartsen (Hamar) |

|               |           |  |
| Konradsen 90’ | Marcatori |  |

| Arbitro: | Moen (Haugesund) |

|            |           |  |
| Kamara 58’ | Marcatori |  |

| Arbitro: | Johansen (Brevik) |

|                             |           |  |
| de Lanlay 45’ Søderlund 67’ | Marcatori |  |

| Arbitro: | Døvle (Larvik) |

|  |           |                                                   |
|  | Marcatori | 6’ Konradsen 25’ Helland 45’ Midtsjø 47’ Skjelvik |

| Arbitro: | Hobber Nilsen (Oslo) |

|               |           |           |
| Søderlund 79’ | Marcatori | 55’ Olsen |

| Arbitro: | Hansen (Feda) |

|                                     |           |                                 |
| Pedersen 15’, 37’ Adjei-Boateng 22’ | Marcatori | 8’, 51’ Konradsen 59’ de Lanlay |

| Arbitro: | Hobber Nilsen (Oslo) |

|                                                         |           |                                              |
| de Lanlay 20’ Mikkelsen 64’ Selnæs 66’ Vilhjálmsson 90’ | Marcatori | 14’ (rig.) Gytkjær 53’ Andreassen 69’ Haukås |

| Arbitro: | Hobber Nilsen (Oslo) |

|  |           |                   |
|  | Marcatori | 90’ (rig.) Jensen |

### Norgesmesterskapet
| Arbitro: | Solum Lystad |

|  |           |                                           |
|  | Marcatori | 8’ Henderson 12’ (rig.) Malec 47’ Nielsen |

| Arbitro: | Gjendemsjø |

|  |           |                                                              |
|  | Marcatori | 10’ Nielsen 21’ Midtsjø 31’ Riski 37’ (rig.), 57’, 58’ Malec |

| Arbitro: | Johansen (Brevik) |

|  |           |                                                                   |
|  | Marcatori | 4’ Nielsen 9’, 60’, 82’ (rig.) Helland 15’, 20’, 76’ (rig.) Malec |

| Arbitro: | Kjensli (Oslo) |

|                                                                                 |           |            |
| Malec 2’, 70’ Riski 6’ Jensen 38’ Helland 68’, 87’ Skogvang Pedersen 77’ (aut.) | Marcatori | 51’ Ahamed |

| Arbitro: | Hobber Nilsen (Oslo) |

|                                                          |           |  |
| Søderlund 16’ de Lanlay 28’ Vilhjálmsson 34’ Helland 59’ | Marcatori |  |

| Arbitro: | Hagen (Grue) |

|                                                  |           |                           |
| Helland 7’ Søderlund 78’ (rig.) Vilhjálmsson 95’ | Marcatori | 52’ Keita 70’ (rig.) Næss |

| Arbitro: | Johnsen (Tønsberg) |

|                        |           |  |
| Helland 22’ Jensen 40’ | Marcatori |  |

### Europa League
| Arbitro: | Markham-Jones |

|  |           |                    |
|  | Marcatori | 82’, 90’ Søderlund |

| Trondheim 9 luglio 2015, ore 19:00 Primo turno di qualificazione Ritorno | Rosenborg | 0 – 0 referto | Víkingur Gøta | Lerkendal Stadion\| Arbitro: \| Slyva \| |
| Arbitro:                                                                 | Slyva     |               |               |                                          |

| Arbitro: | Farkas |

|  |           |                    |
|  | Marcatori | 56’ (rig.) Helland |

| Arbitro: | Giachos |

|                                     |           |  |
| Midtsjø 4’ Helland 7’ Søderlund 18’ | Marcatori |  |

| Arbitro: | Doyle |

|                     |           |                                |
| Balogh 33’ Bódi 90’ | Marcatori | 52’, 87’ Mikkelsen 58’ Helland |

| Arbitro: | Pisani |

|                                           |           |                |
| Søderlund 27’ Jensen 40’ Vilhjálmsson 86’ | Marcatori | 43’ Castillion |

| Arbitro: | Banti |

|  |           |                                      |
|  | Marcatori | 61’ Mikkelsen 67’ Helland 90’ Jensen |

| Arbitro: | Madden |

|  |           |          |
|  | Marcatori | 54’ Popa |

| Arbitro: | Dingert |

|                          |           |                            |
| Berič 4’ Roux 87’ (rig.) | Marcatori | 16’ Mikkelsen 78’ Svensson |

| Arbitro: | Delferiere |

|  |           |               |
|  | Marcatori | 80’ Selezn'ov |

| Arbitro: | Gil |

|                                     |           |               |
| Matri 28’ Anderson 54’ Candreva 79’ | Marcatori | 69’ Søderlund |

| Arbitro: | Marriner |

|  |           |                  |
|  | Marcatori | 9’, 29’ Đorđević |

| Arbitro: | Meshkov |

|               |           |                 |
| Søderlund 40’ | Marcatori | 80’ (rig.) Roux |

| Arbitro: | Klossner |

|                             |           |  |
| Matheus 35’, 60’ Šachov 79’ | Marcatori |  |

## Statistiche

### Statistiche di squadra
| Competizione       | Punti | In casa | In casa | In casa | In casa | In casa | In casa | In trasferta | In trasferta | In trasferta | In trasferta | In trasferta | In trasferta | Totale | Totale | Totale | Totale | Totale | Totale | DR  |
| Competizione       | Punti | G       | V       | N       | P       | Gf      | Gs      | G            | V            | N            | P            | Gf           | Gs           | G      | V      | N      | P      | Gf     | Gs     | DR  |
| ------------------ | ----- | ------- | ------- | ------- | ------- | ------- | ------- | ------------ | ------------ | ------------ | ------------ | ------------ | ------------ | ------ | ------ | ------ | ------ | ------ | ------ | --- |
| Eliteserien        | 69    | 15      | 11      | 4       | 0       | 36      | 12      | 15           | 10           | 2            | 3            | 37           | 15           | 30     | 21     | 6      | 3      | 73     | 27     | +46 |
| Norgesmesterskapet | -     | 4       | 4       | 0       | 0       | 16      | 3       | 3            | 3            | 0            | 0            | 16           | 0            | 7      | 7      | 0      | 0      | 32     | 3      | +29 |
| Europa League      | -     | 7       | 2       | 2       | 3       | 7       | 6       | 7            | 4            | 1            | 2            | 12           | 10           | 14     | 6      | 3      | 5      | 19     | 16     | +3  |
| Totale             | -     | 26      | 17      | 6       | 3       | 59      | 21      | 25           | 17           | 3            | 5            | 65           | 25           | 51     | 34     | 9      | 8      | 124    | 46     | +78 |

### Statistiche dei giocatori
| Giocatore         | Eliteserien | Eliteserien | Eliteserien | Eliteserien | Norgesmesterskapet | Norgesmesterskapet | Norgesmesterskapet | Norgesmesterskapet | Europa League | Europa League | Europa League | Europa League | Altre coppe | Altre coppe | Altre coppe | Altre coppe | Totale   | Totale | Totale      | Totale     |
| Giocatore         | Presenze    | Reti        | Ammonizioni | Espulsioni  | Presenze           | Reti               | Ammonizioni        | Espulsioni         | Presenze      | Reti          | Ammonizioni   | Espulsioni    | Presenze    | Reti        | Ammonizioni | Espulsioni  | Presenze | Reti   | Ammonizioni | Espulsioni |
| ----------------- | ----------- | ----------- | ----------- | ----------- | ------------------ | ------------------ | ------------------ | ------------------ | ------------- | ------------- | ------------- | ------------- | ----------- | ----------- | ----------- | ----------- | -------- | ------ | ----------- | ---------- |
| E. Dahl Reitan    | 0           | 0           | 0           | 0           | 0                  | 0                  | 0                  | 0                  | 0             | 0             | 0             | 0             |             |             |             |             | 0        | 0      | 0           | 0          |
| Y. de Lanlay      | 12          | 3           | 0           | 0           | 3                  | 1                  | 0                  | 0                  | 7             | 0             | 1             | 0             |             |             |             |             | 22       | 4      | 1           | 0          |
| M. Dorsin         | 20          | 1           | 1           | 0           | 2                  | 0                  | 0                  | 0                  | 7             | 0             | 0             | 0             |             |             |             |             | 29       | 1      | 1           | 0          |
| H. Eyjólfsson     | 28          | 1           | 4           | 0           | 7                  | 0                  | 0                  | 0                  | 13            | 0             | 0             | 0             |             |             |             |             | 48       | 1      | 4           | 0          |
| J. Faye Lund      | 0           | -0          | 0           | 0           | 0                  | -0                 | 0                  | 0                  | 0             | -0            | 0             | 0             |             |             |             |             | 0        | 0      | 0           | 0          |
| M. Gamst Pedersen | 4           | 0           | 0           | 0           | 1                  | 0                  | 0                  | 0                  | 0             | 0             | 0             | 0             |             |             |             |             | 5        | 0      | 0           | 0          |
| D. Hagen          | 0           | -0          | 0           | 0           | 0                  | -0                 | 0                  | 0                  | 0             | -0            | 0             | 0             |             |             |             |             | 0        | 0      | 0           | 0          |
| A. Hansen         | 28          | -24         | 0           | 0           | 5                  | -3                 | 0                  | 0                  | 12            | -15           | 0             | 0             |             |             |             |             | 45       | -42    | 0           | 0          |
| P. Helland        | 21          | 13          | 1           | 1           | 3                  | 1                  | 0                  | 0                  | 11            | 4             | 3             | 0             |             |             |             |             | 35       | 18     | 4           | 1          |
| A. Helmersen      | 0           | 0           | 0           | 0           | 3                  | 0                  | 0                  | 0                  | 3             | 0             | 0             | 0             |             |             |             |             | 6        | 0      | 0           | 0          |
| L. Henderson      | 9           | 3           | 0           | 0           | 4                  | 1                  | 0                  | 0                  | -             | -             | -             | -             |             |             |             |             | 13       | 4      | 0           | 0          |
| J. Hou Sæter      | 3           | 0           | 0           | 0           | 4                  | 0                  | 0                  | 0                  | 3             | 0             | 0             | 0             |             |             |             |             | 10       | 0      | 0           | 0          |
| M. Jensen         | 29          | 3           | 3           | 0           | 5                  | 2                  | 0                  | 0                  | 13            | 2             | 5             | 0             |             |             |             |             | 47       | 7      | 8           | 0          |
| A. Konradsen      | 9           | 4           | 0           | 0           | 2                  | 0                  | 0                  | 0                  | 8             | 0             | 0             | 0             |             |             |             |             | 19       | 4      | 0           | 0          |
| J. Lædre Bjørdal  | 13          | 2           | 0           | 0           | 2                  | 0                  | 0                  | 0                  | 7             | 0             | 2             | 0             |             |             |             |             | 22       | 2      | 2           | 0          |
| A. Lund Hansen    | 3           | -3          | 0           | 0           | 2                  | -0                 | 0                  | 0                  | 2             | -1            | 0             | 0             |             |             |             |             | 7        | -4     | 0           | 0          |
| T. Malec          | 10          | 2           | 0           | 0           | 4                  | 9                  | 0                  | 0                  | 2             | 0             | 1             | 0             |             |             |             |             | 16       | 11     | 1           | 0          |
| F. Midtsjø        | 29          | 4           | 4           | 0           | 6                  | 1                  | 1                  | 0                  | 13            | 1             | 1             | 0             |             |             |             |             | 48       | 6      | 6           | 0          |
| T. Mikkelsen      | 27          | 8           | 1           | 0           | 2                  | 0                  | 0                  | 0                  | 13            | 4             | 0             | 0             |             |             |             |             | 42       | 12     | 1           | 0          |
| E. Nielsen        | 5           | 0           | 0           | 0           | 4                  | 3                  | 0                  | 0                  | 2             | 0             | 0             | 0             |             |             |             |             | 11       | 3      | 0           | 0          |
| T. Reginiussen    | 4           | 0           | 0           | 0           | 2                  | 0                  | 0                  | 0                  | 1             | 0             | 0             | 0             |             |             |             |             | 7        | 0      | 0           | 0          |
| R. Riski          | 16          | 1           | 1           | 0           | 2                  | 2                  | 0                  | 0                  | 5             | 0             | 2             | 0             |             |             |             |             | 23       | 3      | 3           | 0          |
| O. Selnæs         | 25          | 2           | 6           | 0           | 3                  | 0                  | 1                  | 0                  | 14            | 0             | 2             | 0             |             |             |             |             | 42       | 2      | 9           | 0          |
| J. Skjelvik       | 25          | 2           | 1           | 0           | 7                  | 0                  | 1                  | 0                  | 13            | 0             | 2             | 0             |             |             |             |             | 45       | 2      | 4           | 0          |
| A. Søderlund      | 27          | 22          | 3           | 0           | 4                  | 2                  | 1                  | 0                  | 14            | 6             | 2             | 0             |             |             |             |             | 45       | 30     | 6           | 0          |
| S. Solli          | 0           | 0           | 0           | 0           | 4                  | 0                  | 0                  | 0                  | 1             | 0             | 0             | 0             |             |             |             |             | 5        | 0      | 0           | 0          |
| M. Stamnestrø     | 4           | 0           | 0           | 0           | 1                  | 0                  | 0                  | 0                  | 0             | 0             | 0             | 0             |             |             |             |             | 5        | 0      | 0           | 0          |
| P. Steiring       | 0           | 0           | 0           | 0           | 2                  | 0                  | 0                  | 0                  | 0             | 0             | 0             | 0             |             |             |             |             | 2        | 0      | 0           | 0          |
| J. Storevik       | 0           | -0          | 0           | 0           | 0                  | -0                 | 0                  | 0                  | 0             | -0            | 0             | 0             |             |             |             |             | 0        | 0      | 0           | 0          |
| S. Strandberg     | 13          | 0           | 1           | 0           | 2                  | 0                  | 0                  | 0                  | -             | -             | -             | -             |             |             |             |             | 15       | 0      | 1           | 0          |
| J. Svensson       | 29          | 0           | 2           | 0           | 7                  | 0                  | 0                  | 0                  | 14            | 0             | 3             | 0             |             |             |             |             | 50       | 0      | 5           | 0          |
| M. Vilhjálmsson   | 12          | 2           | 0           | 0           | 2                  | 2                  | 0                  | 0                  | 8             | 1             | 0             | 0             |             |             |             |             | 22       | 5      | 0           | 0          |